# Energizer Holdings

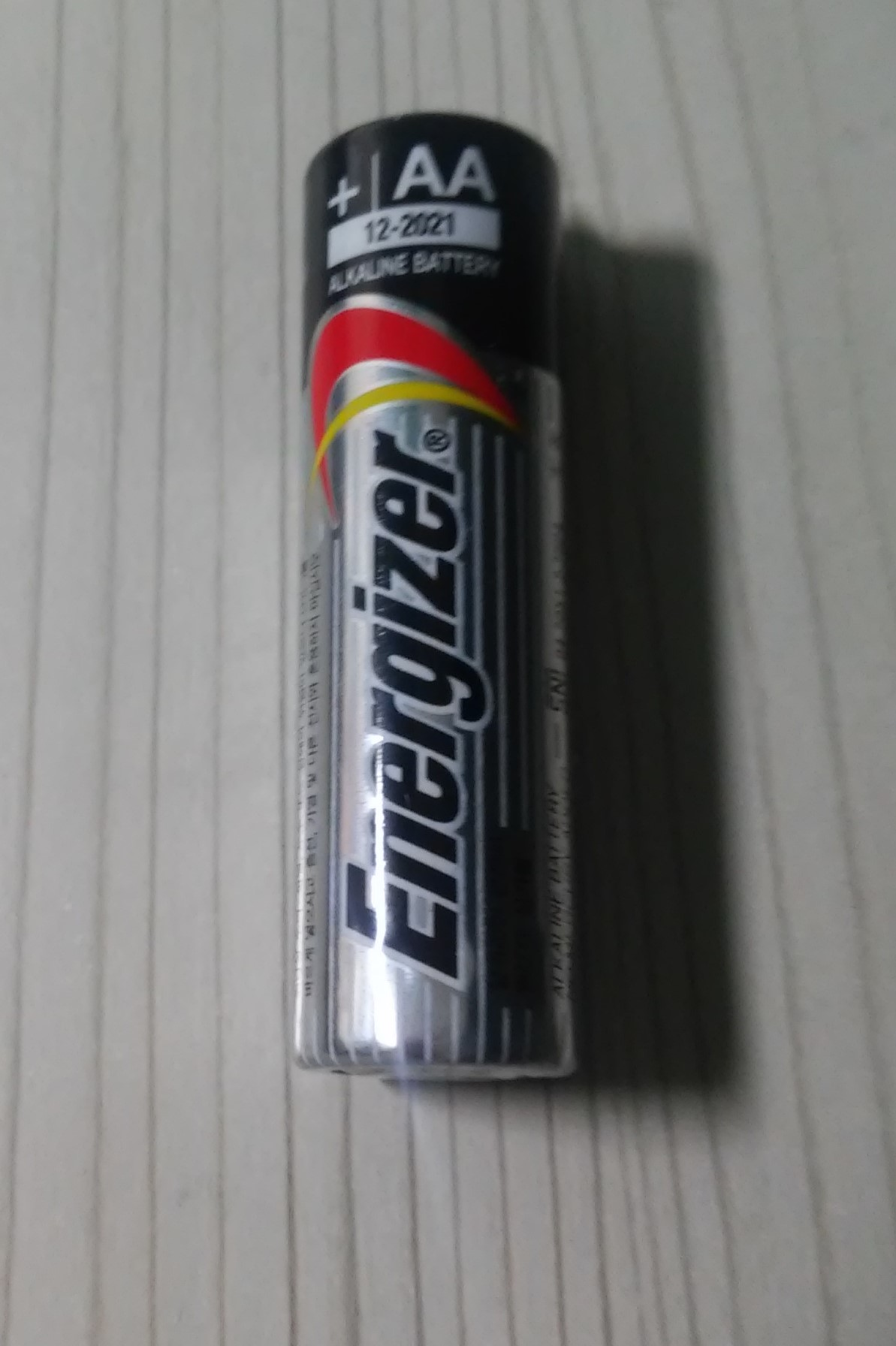
Energizer Батарейки

Energizer Holdings, Inc. (NYSE: ENR) — американська компанія зі штаб-квартирою в Сент-Луїсі, штат Міссурі. Є одним з найбільших в світі виробників компактних батарейок, портативних акумуляторних пристроїв і малогабаритних ліхтариків.
Energizer — світовий лідер з виробництва акумуляторів і ліхтарів, другий за величиною виробник первинних елементів живлення.

## Історія
Компанія заснована в 1896, як American Electrical Novelty & Manufacturing Company.
На рахунку бренду — винахід першої сольової, алкалинової і літієвої батарейки, випуск першого в світі кишенькового ліхтаря, батарейки для годинників і батарейки з тестером.

## Продукція
Асортимент продукції включає:
- Eveready ® — сольові батарейки;
- Energizer ® Standard — алкалинові батарейки;
- Energizer ® Plus з технологією PowerSeal — алкалинові батарейки із збільшеним терміном зберігання;
- Energizer ® Maximum з технологією PowerBoost — алкалинові батарейки з поліпшеною продуктивністю;
- Energizer ® Rechargeable — акумулятори преміум класу;
- Energizer ® Lithium — літієві батарейки;
- Energizer ® Chargers — зарядні пристрої;
- малогабаритні ліхтарики й освітлювальні пристрої.

## В Україні
Підприємство «Інтегровані маркетингові рішення» є ексклюзивним імпортером ТМ Energizer в Україні. У квітні 2013 компанія MTI оголосила про укладання договору про продаж продуктів Energizer.